# Eva Veiga Torre
Eva Veiga Torre nascuda a la parròquia d'Hombre, Pontedeume (Corunya) el 22 d'octubre de 1961, és una escriptora i periodista gallega.

## Trajectòria
Després d'estudiar filologia anglesa a la Universitat de Santiago de Compostel·la, va treballar a El Ideal Gallego i a TVG, on va desenvolupar una polifacètica i intensa activitat professional, especialment en la direcció i presentació de programes culturals. En aquest camp va ser dues vegades Premi TP i Premi de Comunicació de Galicia. A més, va presentar i dirigir per a televisió la sèrie documental sobre la història de l'art gallec Galicia no Tempo, programa que va ser guardonat amb el Premi del Col·legi d'Arquitectes de Galícia i el Premi d'Honor de la UNESCO.
Com a actriu, va ser la protagonista del llargmetratge A cicatriz blanca, de Margarita Ledo. Una greu malaltia la va allunyar de la feina a la televisió i es va dedicar a escriure d'articles en revistes i diaris. Juntament amb els músics Fito Ares i Bernardo Martínez va formar part del grup poètico-musical Ouriol.

## Obres

### Poesia
- Fuxidíos (1993). Sociedade de Cultura Valle-Inclán.
- Paisaxes do baleiro (1999). Xerais. ISBN 978-84-8302-450-8.
- A luz e as súas cicatrices (2005). ISBN Sociedade de Cultura Valle-Inclán. 106 páxs. ISBN 9788495289667.[5]
- Desconcerto (2006). Biblos Clube de Lectores. 96 páxs. ISBN 978-8493506216.
- A frecha azul do teixo (2010). Espiral Maior. 125 páxs. ISBN 978-8492646494.[6]
- Nesta hora imposible (2010). Penumbra. Con fotos de Mada Carballeira.[7]
- A distancia do tambor (2014). Espiral Maior. 66 páxs. ISBN 978-84-92646-82-1.[8]
- Soño e vértice (2016). Espiral Maior. 69 páxs.[9][10]
- Silencio percutido (2017). Espiral Maior. 72 páxs. ISBN 978-8492646982.
- Quérote canto (2020). Galaxia. Con Baldo Ramos. 200 páxs. ISBN 978-84-9151-466-4.[11]
- Mansío (2023). Bourel.[12]

### Assaig
- Santiago. Cidade de peregrinación (2002).
- Alfonso Costa, con Ánxeles Penas (2008).

### Traducció
- Herbario, d’Elena Poniatowska, inclòs al volum A filla do filósofo, 2009, Galaxia.

### Obres col·lectives
- Alguén agarda que volva alí, 1998.
- A rúa e outros relatos, de Gerry Adams, 2000, Baía Edicións. Traducció amb Ana Gabín Iglesias.
- Alma de beiramar, 2003, Asociación de Escritores en Lingua Galega.
- Intifada. Ofrenda dos poetas galegos a Palestina, 2003, Fundación Araguaney.
- Negra sombra. Intervención poética contra a marea negra, 2003, Espiral Maior.
- Do máis fondo do silencio saen voces, 2006, Asociación Cultural Panda de Relacións Laborais, A Coruña.
- Volverlles a palabra. Homenaxe aos represaliados do franquismo, 2006, Difusora.
- A Coruña á luz das letras, 2008, Trifolium.
- Lois Pereiro en 17 voces, 2011, La Voz de Galicia.
- Preludios para Miguel Anxo Fernán-Vello, 2011, Laiovento.
- Tamén navegar, 2011, Toxosoutos.
- VI Encontro de Escritores Galegos. Literatura e proxección exterior, 2012, Deputación da Coruña.
- 150 Cantares para Rosalía de Castro (2015, libro electrónico).
- De Cantares Hoxe. Os Cantares Gallegos de Rosalía de Castro no século XXI, 2015, Fundación Rosalía de Castro/Radio Galega.
- 6 poemas 6. Homenaxe a Federico García Lorca, 2015, Biblos Clube de Lectores. Poesía.
- Os aforismos do riso futurista, 2016, Xerais.

## Premis
- Accésit del XII Premi Esquío de poesía el 1992, per Fuxidíos.
- Premi Sereo de Cultura Galega da Asociación Cultural Barbantia no 2011.
- Premio de poesía Fiz Vergara Vilariño el 2013, per A distancia do tambor.
- Premi d’AELG a la millor obra de poesia del 2014, per A distancia do tambor.
- Premio de poesía Concello de Carral el 2015, per Soño e vértice.
- Premi de poesia da Cidade d’Ourense el 2015, per Silencio percutido.
- Premi de la Crítica de poesia gallega 2016, per Soño e vértice.
- 36 Premi Antón Losada Diéguez 2021, per Quérote canto.[13]
- 2024: Premi d’honor Fernando Rey per "facer posíbel unha televisión pública comprometida", entregat per l'Academia Galega do Audiovisual.[14]

## Televisió
- Entre nós (1987)[15]
- Mesa reservada (1988)
- De perfil (1989)
- Galicia no tempo (1991)
- A conta atrás (1992)